# Antônio da Silva Pessoa
Antônio da Silva Pessoa (Umbuzeiro, 17 de março de 1863 — Umbuzeiro, 31 de outubro de 1916) foi um militar e político brasileiro.
Foi presidente do estado da Paraíba, de 24 de julho de 1915 a 24 de julho de 1916.